# Bjala (Oblast Russe)

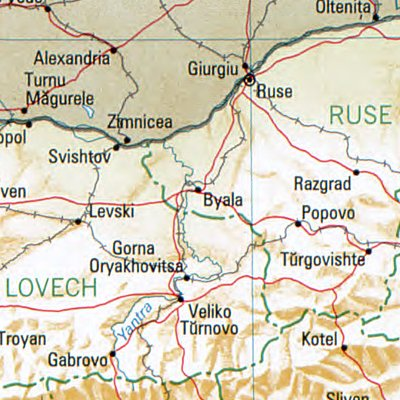
Bjala – Bulgarien Nachbarorte: Russe, Giurgiu, Swischtow, Zimnicea, Lewski, Gorna Orjachowiza, Weliko Tarnowo, Kotel, Targowischte, Popowo, Rasgrad

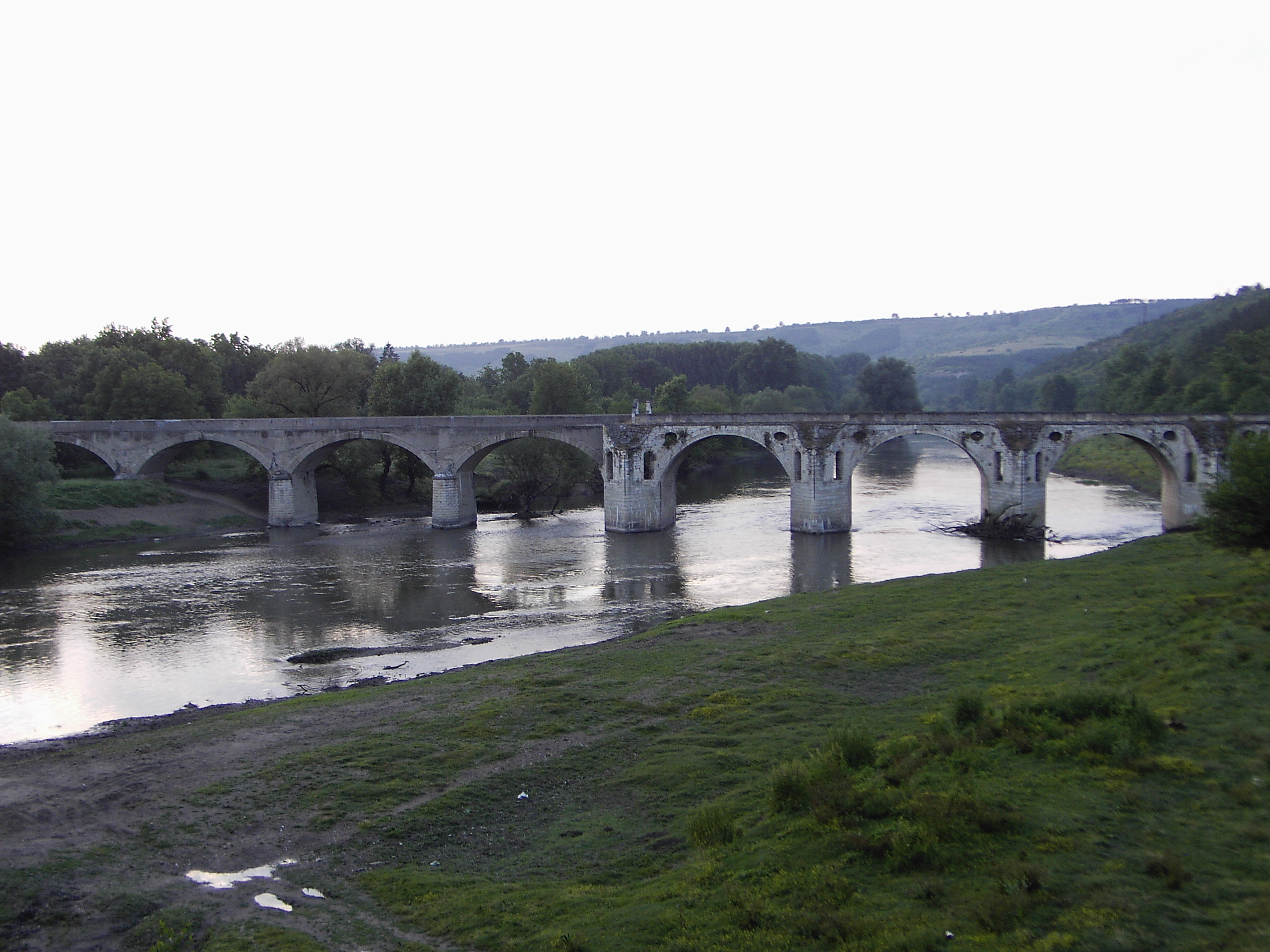
Die Bjalabrücke, erbaut von Kolju Fitscheto.

Bjala [ˈbjaɫɐ] (bulg. Бяла) ist eine Stadt in Nord-Bulgarien. Sie befindet sich in der Oblast Russe und ist Sitz der gleichnamigen Gemeinde Bjala.

## Geografie
Bjala liegt nahe bei Borowo. Die Stadt befindet sich im zentralen Teil der Donauebene. 294 km südwestlich des Ortes befindet sich die Hauptstadt Sofia. Die nächstgelegene Großstadt ist die Donaustadt Russe, welche über die Nationalstraße I-5 erreicht werden kann.

## Geschichte
Bjala wurde 1618 erstmals urkundlich erwähnt, entstand aber wahrscheinlich schon 1596. 1871 wird der Ort als Handwerkszentrum erwähnt. Der russische Zar Alexander II. hatte im Russisch-türkischen Befreiungskrieg vom 29. Juli bis 13. August 1877 sein Hauptquartier in Bjala. 1891 erhielt der Ort das Stadtrecht.

## Kultur und Sehenswürdigkeiten
- Historisches Militärmuseum vom Befreiungskampf von 1877
- Bjalabrücke (auch Belenski-Brücke) über den Fluss Jantra, erbaut 1865–1867 von Kolju Fitscheto im Auftrag von Midhat Pascha
- der 15 m hohe, 1872 errichtete, Uhrturm von Bjala in der Stadtmitte

## Verkehr
- Bjala liegt an der Hauptstraße I-5, von der in Gara Bjala die Straße II-54 nach Wadim abzweigt, die zum Donaugrenzübergang (Fähre in das rumänische Zimnicea) in Swischtow führt. Die Straße II-51 führt nach Osten zur Hauptstraße I-2  bei Presjak.
- Eisenbahnlinie Russe-G. Oryahowitza (Sofia)
- Busverbindung zum 5 km außerhalb der Stadt befindlichen Bahnhof
- Busverbindung nach Russe, Weliko Tarnowo, Swischtow, Popowo